# Promozione Calabria 1972-1973
Nella stagione 1972-1973 la Promozione era il quinto livello del calcio italiano (il massimo livello regionale). Qui vi sono le statistiche relative al campionato in Calabria.
Il campionato è strutturato in vari gironi all'italiana su base regionale, gestiti dai Comitati Regionali di competenza. Promozioni alla categoria superiore e retrocessioni in quella inferiore non erano sempre omogenee; erano quantificate all'inizio del campionato dal Comitato Regionale secondo le direttive stabilite dalla Lega Nazionale Dilettanti, ma flessibili, in relazione al numero delle società retrocesse dal Campionato Interregionale e perciò, a seconda delle varie situazioni regionali, la fine del campionato poteva avere degli spareggi sia di promozione che di retrocessione.

## Squadre partecipanti
- A.C. Bagnarese, Bagnara Calabra (RC)
- A.S. Bovalinese, Bovalino (RC)
- Pol. Cittanova, Cittanova (RC)
- U.S. Cutro, Cutro (KR)
- Pol. Juve Taurianovese, Taurianova (RC)
- A.C. Locri 1909, Locri (RC)
- Morrone, Cosenza
- U.S.D. Paolana, Paola (CS)
- S.S. Polistena, Polistena (RC)

- U.S. Praia, Praia a Mare (CS)
- A.S. Roccella, Roccella Ionica (RC)
- U.S. San Lucido, San Lucido (CS)
- U.S. Soverato, Soverato (CZ)
- S.S. Trebisacce, Trebisacce (CS)
- S.S. Tropea, Tropea, Tropea (VV)
- Nuova Vibonese, Vibo Valentia

## Classifica finale
|  | Pos. | Squadra           | Pt | G  | V  | N  | P  | GF | GS | DR  |
|  | ---- | ----------------- | -- | -- | -- | -- | -- | -- | -- | --- |
|  | 1.   | Nuova Vibonese    | 42 | 30 | 15 | 12 | 3  | 48 | 19 | +29 |
|  | 2.   | Morrone Cosenza   | 42 | 30 | 19 | 4  | 7  | 57 | 25 | +32 |
|  | 3.   | Paolana           | 42 | 30 | 16 | 10 | 4  | 43 | 21 | +22 |
|  | 4.   | Trebisacce        | 38 | 30 | 14 | 10 | 6  | 49 | 27 | +22 |
|  | 5.   | Roccella          | 35 | 30 | 14 | 7  | 9  | 40 | 28 | +12 |
|  | 6.   | Bovalinese        | 34 | 30 | 12 | 10 | 8  | 39 | 35 | +4  |
|  | 7.   | Praia             | 32 | 30 | 10 | 12 | 8  | 31 | 28 | +3  |
|  | 8.   | Tropea            | 31 | 30 | 11 | 9  | 10 | 45 | 37 | +8  |
|  | 9.   | Locri             | 30 | 30 | 9  | 12 | 9  | 31 | 24 | +7  |
|  | 10.  | Polistena         | 28 | 30 | 9  | 10 | 11 | 27 | 35 | -8  |
|  | 11.  | Juve Taurianovese | 27 | 30 | 8  | 11 | 11 | 31 | 44 | -13 |
|  | 12.  | Bagnarese         | 26 | 30 | 8  | 10 | 12 | 37 | 41 | -4  |
|  | 13.  | Soverato          | 26 | 30 | 7  | 12 | 11 | 37 | 44 | -7  |
|  | 14.  | Cutro             | 25 | 30 | 8  | 9  | 13 | 40 | 44 | -4  |
|  | 15.  | Cittanova         | 16 | 30 | 3  | 10 | 17 | 26 | 63 | -37 |
|  | 16.  | San Lucido        | 6  | 30 | 0  | 6  | 24 | 20 | 82 | -62 |

- Differenza totale di 4 reti fra i gol fatti e subiti (601/597)

## Spareggi 1º posto
| Squadra            | P.ti | G | V | N | P | GF | GS | DR |
| ------------------ | ---- | - | - | - | - | -- | -- | -- |
| 1. Nuova Vibonese  | 3    | 2 | 1 | 1 | 0 | 2  | 1  | +1 |
| 2. Morrone Cosenza | 2    | 2 | 0 | 2 | 0 | 1  | 1  | 0  |
| 3. Paolana         | 1    | 2 | 0 | 1 | 1 | 0  | 1  | -1 |

| 3 giugno a Nicastro 1973 | Morrone Cosenza | 1 – 1 | Paolana |  |

| 7 giugno a Palmi 1973 | Paolana | 0 – 1 | Nuova Vibonese |  |

| 17 giugno a Gioia Tauro 1973 | Nuova Vibonese | 1 – 1 | Morrone Cosenza |  |